# PodCloud
podCloud (/pɒdklaʊd/) est une plateforme d'hébergement de podcasts créée en 2014 par l'association PodShows, dans le but de simplifier la création de podcast, pour eux-mêmes, et d'autres podcasteurs.
À partir de 2015, le service ajoute un catalogue de contenu, un lecteur intégré et un système d'abonnement dans le but de faciliter la découverte et l'écoute de podcast, encore média de niche à l'époque.
En 2020, des fonctionnalités d'hébergement payant sont ajoutées pour financer les évolutions et garantir la pérennité du service.
podCloud est principalement reconnu pour son imposant catalogue de podcasts francophones, notamment de radio à la demande, et pour faciliter la découverte de nouveaux contenus. En octobre 2020, la plateforme est citée dans le rapport de l'IGAC du Ministère de la culture, comme un des principaux agrégateurs indépendants français.
La plateforme revendique 110,000 utilisateurs uniques par mois et 4200 podcasts hébergés en mai 2021.
En octobre 2022, le service quitte l'association PodShows et devient indépendant